# Metalimnobia bifasciata
Metalimnobia bifasciata är en tvåvingeart som först beskrevs av Franz Paula von Schrank 1781.  Metalimnobia bifasciata ingår i släktet Metalimnobia och familjen småharkrankar. Arten är reproducerande i Sverige. Inga underarter finns listade i Catalogue of Life.